# Eucoleus breviductus
Espèce
Eucoleus breviductus est une espèce de nématodes de la famille des Capillariidae, parasite de mammifères.

## Hôtes
Eucoleus breviductus parasite le Chat marsupial moucheté (Dasyurus viverrinus), le Chat marsupial à queue tachetée (Dasyurus maculatus), le Chat marsupial du nord (Dasyurus hallucatus), le Kowari (Dasyuroides byrnei), les souris marsupiales Antechinus agilis, Antechinus bellus, Antechinus flavipes, Antechinus stuartii et Antechinus swainsonii, Parantechinus bilarni et le Dunnart à pieds blancs (Sminthopsis leucopus).

## Répartition
L'espèce est connue de mammifères d'Australie.

## Taxinomie
L'espèce est décrite en 2006 par le parasitologiste australien David M. Spratt.